# Kyrillos (Diamantakis)
Kyrillos (světským jménem: Georgios Diamantakis; * 19. července 1971, Kato Asites) je řecký pravoslavný duchovní Krétské pravoslavné církve, arcibiskup a metropolita Ierapytnisu a Siteiasu.

## Život
Narodil se 19. července 1971 v Kato Asites.
Střední vzdělání získal na gymnáziu svatého Myrona a všeobecné vzdělání na lyceu svaté Barbory v Heráklionu.
Od mládí je úzce spojen s monastyrem svatého Jiří Gorgolainis a jeho představeným archimandritou Evgeniosem (Politisem).
V březnu 1995 dokončil studium teologické fakulty Aristotelovy univerzity v Soluni.
Dne 24. června 1995 byl metropolitou Evgeniosem (Politisem) v monastýru Toplou postřižen na monacha. O den později byl v chrámu monastýru rukopoložen na hierodiakona.
Dne 17. května 1998 byl v katedrálním chrámu svaté Fotinie ve městě Ierapetra rukopoložen na jeromonacha a povýšen do hodnosti archimandrity.
Dne 1. ledna 1999 byl jmenován protosynkelem metropolie Ierapytnis a Siteias. V této funkci sloužil osmnáct let.
Dne 6. června 2001 byl ustanoven kodikografem Svatého synodu Krétské pravoslavné církve.
Od 30. října 2003 byl sekretářem a 7. listopadu 2006 hlavním redaktorem periodika Krétské pravoslavné církve "Apoštol Titus" ("Απόστολος Τίτος").
Dne 26. května 2005 byl enivan mladším sekretářem Svatého synodu Krétské pravoslavné církve.
Dne 12. října 2016 byl Svatým Synodem Krétské pravoslavné církve zvolen metropolitou Ierapytnisu a Siteiasu.
Dne 17. října 2016 proběhla v metropolitním chrámu Svatého Miny jeho biskupská chirotonie. Světiteli byli arcibiskup Kréty Irenaios (Atanasiadis), metropolita Lampi, Syvritosu a Sfakie Irenaios (Mesarchakis), metropolita Gortynu a Arkádie Makarios (Douloufakis), metropolita Arkalochori, Kastelli a Viannosu Andreas (Nanakis), metropolita Rethymna a Avlopotamosu Evgenios (Antonopoulos), metropolita Kissamosu a Selina Amfilochios (Andronikakis), metropolita Kydónie a Apokoronasu Damaskinos (Papagiannakis), metropolita Petry a Chersonisosu Gerasimos (Marmatakis), metropolita Didymoteichonu, Orestiady a Soufli Damaskinos (Karpathakis), biskup z Neapolisu Porfyrios (Machairiotis) a bsilup z Christopolisu Makarios (Griniezakis).